# Krka i okolni plato
Krka i okolni plato este o arie protejată (arie de protecție specială avifaunistică — SPA) din Croația întinsă pe o suprafață de 87.710,36 ha, integral pe uscat.

## Localizare
Centrul sitului Krka i okolni plato este situat la coordonatele 43°55′13″N 16°00′12″E / 43.920267°N 16.003343°E.

## Înființare
Situl Krka i okolni plato a fost declarat arie de protecție specială avifaunistică în iulie 2013 pentru a proteja 42 de specii de animale.

## Biodiversitate
Situată în ecoregiunile marină mediteraneană și mediteraneană, aria protejată nu include niciun habitat protejat.
La baza desemnării sitului se află mai multe specii protejate de  păsări (42): privighetoare-de-baltă (Acrocephalus melanopogon), pescăruș albastru (Alcedo atthis), potârnichea de stâncă (Alectoris graeca), rață lingurar (Anas clypeata), rață pitică (Anas crecca), rață fluierătoare (Anas penelope), rață mare (Anas platyrhynchos), rață cârâitoare (Anas querquedula), fâsă-de-câmp (Anthus campestris), acvilă de munte (Aquila chrysaetos), rață-cu-cap-castaniu (Aythya ferina), rața moțată (Aythya fuligula), buhai de baltă (Botaurus stellaris), buha (Bubo bubo), pasărea ogorului (Burhinus oedicnemus), ciocârlie-cu-degete-scurte (Calandrella brachydactyla), caprimulg (Caprimulgus europaeus), șerpar (Circaetus gallicus), erete de stuf (Circus aeruginosus), erete vânăt (Circus cyaneus), lebădă de vară (Cygnus olor), ciocănitoarea de stejar (Dendrocopos medius), egretă mică (Egretta garzetta), presură de grădină (Emberiza hortulana), șoim de iarnă (Falco columbarius), șoim călător (Falco peregrinus), lișiță (Fulica atra), cufundar polar (Gavia arctica), Hippolais olivetorum, stârc pitic (Ixobrychus minutus), sfrâncioc roșiatic (Lanius collurio), sfrânciocul cu frunte neagră (Lanius minor), ciocârlie de pădure (Lullula arborea), ciocârlie de bărăgan (Melanocorypha calandra), vultur pescar (Pandion haliaetus), viespar (Pernis apivorus), cormoran mic (Phalacrocorax pygmeus), cresteț cenușiu (Porzana parva), cresteț pestriț (Porzana porzana), Porzana pusilla, cristei de baltă (Rallus aquaticus), silvie porumbacă (Sylvia nisoria).
Pe lângă speciile protejate, pe teritoriul sitului au mai fost identificate 1 specie de păsări.